# 몬테네그로
몬테네그로(몬테네그로어: Crna Gora / Црна Гора 츠르나고라, 문화어: 쯔르나고라, 영어: Montenegro)는 동남유럽 발칸반도의 아드리아해 연안에 자리잡은 공화국이다. 서쪽으로 아드리아해와 크로아티아, 북쪽으로 보스니아 헤르체고비나, 동쪽으로 세르비아, 남동쪽으로 코소보, 남쪽으로 알바니아와 국경을 접한다. 국호 몬테네그로(Montenegro)는 베네토어로 '검은 산'이란 뜻으로 로브첸산을 가리킨다. 수도는 포드고리차이지만 헌법상 수도는 체티네로 '옛 왕도'라는 뜻의 프리예스토니차(Prijestonica / Пријестоница)로 정해져 있다.
몬테네그로의 역사는 9세기 비잔티움 제국의 제후국이었던 두클랴에서 비롯된다. 초기 두클랴는 보이슬라블레비치 가가 지배했다. 1042년에 보이슬라브 왕은 즉위 25년 만에 바르에서 비잔티움 제국에 결정적인 승리를 거두어 두클랴는 독립을 이루었다. 두클랴는 보이슬라프 왕의 아들인 미하일로 치세(1046년 ~ 1081년)와 보딘 치세(1081년 ~ 1101년)에 전성기를 누렸다. 11세기부터 이 나라는 제타 공국으로 알려지게 된다. 제타 공국은 라슈카와 통합하여 츠로노예비치 왕조 시대부터 제타는 '츠르나고라' 혹은 베네토어로 '몬테네그로'로 불리게 된다. 중세 말 이래로 주권을 공국이었던 몬테네그로는 1878년에 오스만 제국에서 공식적으로 독립을 인정받았다. 1918년부터 몬테네그로는 유고슬라비아의 일부가 되었다.
2006년 5월 21일 실시된 독립 국민투표에 따라 몬테네그로는 그 해 6월 3일에 세르비아 몬테네그로 연방으로부터 독립을 선포했다. 독립 당시의 국명은 몬테네그로 공화국(몬테네그로어: Republika Crna Gora / Република Црна Гора)이었으나, 2007년 10월 22일에 국명을 몬테네그로로 바꾸었다.
몬테네그로는 인간 개발 지수면에서 선진국으로 분류되며, 취약국가지수에서 "안정(Stable)" 수준을 보인다. 몬테네그로는 유엔, 유럽 안보 협력 기구, 유럽 평의회, 중앙유럽 자유 무역 협정에 가입했으며, 지중해 연합의 창립 회원국이다. 이 나라는 2008년에 유럽 연합에 공식 가입 신청을 제출했으며 2010년에 후보국 지위에 오르기를 희망한다.  몬테네그로는 2017년 6월 5일 북대서양 조약 기구의 정식 회원국이 되었다.

## 역사
몬테네그로는 1878년 몬테네그로 공국으로 독립하였고, 1910년에 왕국이 된다. 제1차 세계 대전의 전승 국가가 되었으나, 1918년 11월 세르비아에 통합되어 유고슬라비아 왕국의 일원이 되었다.
1941년에 추축국의 점령, 1945년 공산군에게 점령 당해 1991년까지는 유고슬라비아 사회주의 연방 공화국이 되었고, 그 이후 2006년 5월까지는 유고슬라비아 연방 공화국과 세르비아 몬테네그로에 속해 있었다.
2006년 5월 21일, 세르비아 몬테네그로의 분리 독립 투표가 실시되어 투표권자 86.5%의 투표와 투표자 55.4%의 찬성으로 독립이 가결되었다.

## 지리

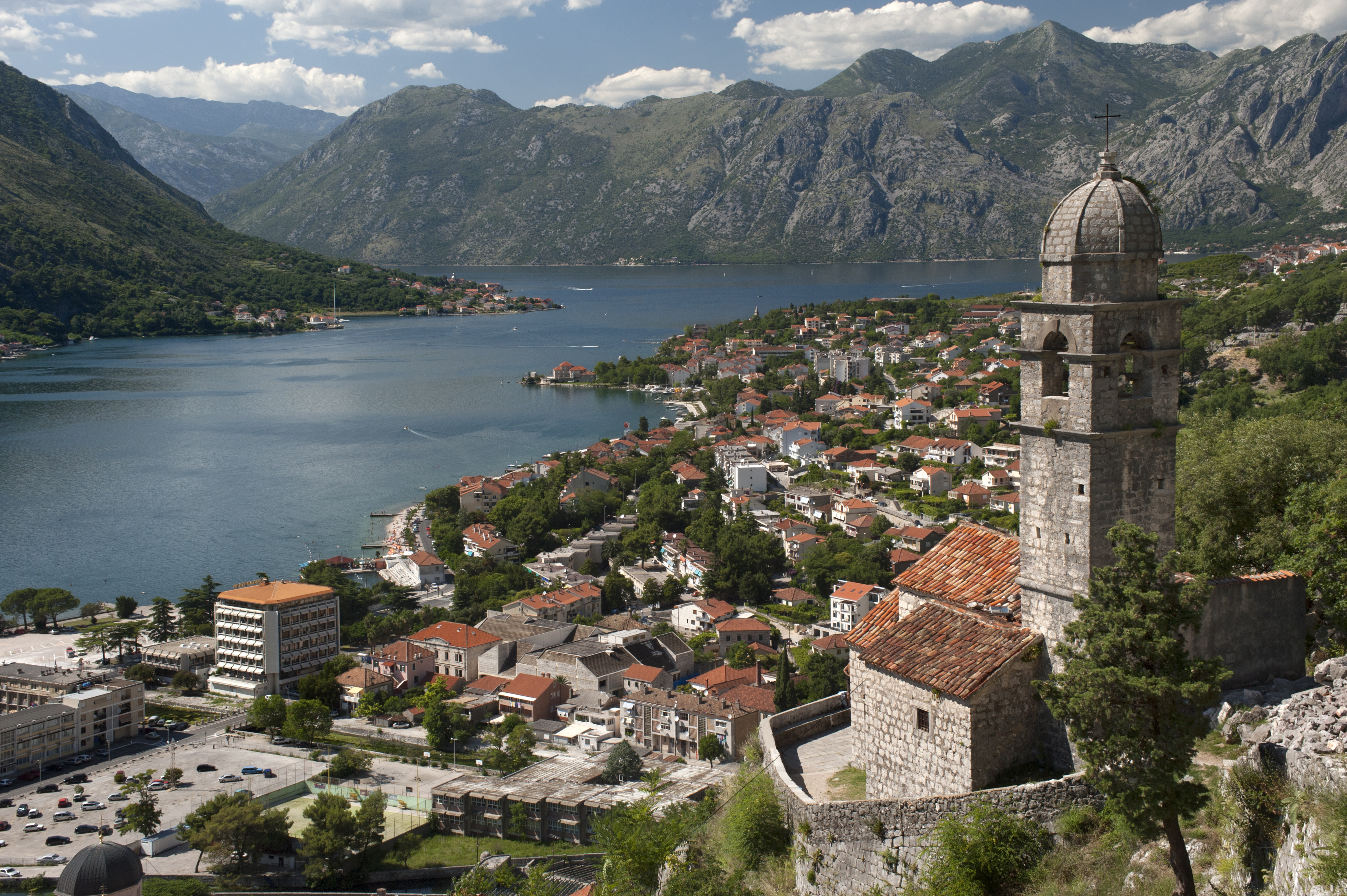
몬테네그로, 코토르 만.

국토 대부분이 산지 또는 고원지대로 이루어져 있고, 아드리아 해 연안을 따라 비교적 좁은 평원이 존재한다. 국토 동남부의 제타 강(Zeta) 유역의 평야지대에 수도인 포드고리차를 비롯한 여러 도시가 위치한다.

## 행정 구역

몬테네그로의 행정구역

몬테네그로는 21개 지방 자치체로 구성되어 있으며 수도 포드고리차는 2개 지방 자치체로 나뉜다.

## 정치
2006년 6월 3일부터 세르비아 몬테네그로에서 분리 독립을 한 뒤으로는 처음으로 내각책임제으로 채택이 되었다.

## 인구와 주민
2011년 기준(응답거부자 제외), 몬테네그로인이 전 인구의 47.4%로 다수를 점하고 있고, 세르비아인이 31.6%를 차지해 두 번째로 많다. 그러나 몬테네그로인과 세르브인은 같은 혈통으로 같은 민족이라고 해도 과언이 아니므로 민족적인 소속감의 차이에 불과하다. 그 밖에 보슈냐크인(기타 슬라브 무슬림 포함. 12.3%), 알바니아인(5.5%), 롬족(1.1%), 크로아트인(1%) 등이 거주한다.

### 언어
과거 공용어는 세르비아어였다. 그러나, 2004년부터 몬테네그로어(세르비아어의 방언) 독립이 추진되어 2007년 새로운 헌법에 몬테네그로어를 공용어로 명시하였다. 2011년 기준으로(응답거부자 제외), 국민의 46.9%가 세르비아어를 모어(母語)라고 답했으며, 몬테네그로어가 38.5%로 그 뒤를 이었다. 그 밖에 보스니아어(6.1%), 알바니아어(5.5%), 롬어(0.86%) 등이 사용된다.
문자는 키릴 문자와 로마자가 대등한 지위를 누리는데, 웹 문서의 기록 등 일상에서는 대부분 로마자가 사용되고 있고, 키릴 문자의 사용은 현저히 줄고 있다.

### 종교
2011년(응답거부자 포함) 현재, 이 나라 주민의 다수(72.1%)는 동방정교회를 믿는다. 그 다음으로 무슬림(19.1%)이 많으며, 가톨릭이 3.4%로 세 번째로 많다.

## 경제
몬테네그로는 인구의 4분의 3이 농업에 종사하고 있으며 전통적으로 양과 염소의 사육(주로 목양)이 주를 이룬다. 거의 대부분의 토지가 농업에 적합하지 않아 일부 하천유역에서 농경이 이루어진다. 근해에서는 석유가 산출되며, 가내수공업과 임업이 일부 발달하였다. 보크사이트 자원을 개발하기 위하여 건설된 도시가 수도인 포드고리차이다. 제2차 세계대전 후 공업개발에 주력하여 공업생산이 현저하게 증가하였으며, 공산체제 동안에 전기발전, 철강, 알루미늄·납·아연광업, 임업, 목재가공, 섬유·담배제조업 등을 기반으로 급격한 도시화와 산업화가 이루어졌다. 이와 함께 무역·선박업이 발달하였고 특히 1980년대 말에 관광업이 크게 증가하였다.
그러나 1990년대 들어 세르비아와 함께 경제제재를 당하면서 제2차 세계대전 이후 최대의 경제·재정적 위기를 맞았다. 이즈음 인구의 3분의 2가 최저빈곤선 이하를 밑돌았고 1993년 재정손실은 최대 63억 9000만 달러에 이르렀다. 산업생산이 거의 정지되고 휘발유·담배 등 물자가 부족해지자, 아드리아해에 인접하고 있는 스카다르호가 알바니아와 이어지는 해상루트로서 밀매거점이 되기도 했다.
1997년부터 세르비아의 경제지배를 비판하고, 인플레이션을 극복하기 위해 세르비아의 반대에도 불구하고 독일 마르크화를 도입하는 등 독자적인 경제정책을 펴나갔다. 그 결과 2002년에는 경제적 독립을 완전하게 이루었고, 이후 사유화 정책, 개혁법 추진, 부가가치세 도입, 유로화의 공식화폐 지정 등이 이어졌으며, 경제개혁 중기(中期)계획인 아젠다(The Agenda)가 수립되었다. 그러나, 몬테네그로가 밀거래와 돈세탁, 도박, 러시아 마피아 등의 온상이 되리라는 일부 의견도 있다.